# Arthur von Studnitz

Arthur v. Studnitz 1926

Feodor Robert Arthur von Studnitz (* 11. März 1851 in Breslau; † 4. Mai 1927 in Berlin) war ein sächsischer Regierungsassessor, Schriftsteller, Zeitschriftengründer und Verbandsgründer.

## Leben und Wirken

Clara v. Studnitz 1909

Er gründete zusammen mit seiner Schwester Clara von Studnitz 1882 in Berlin die Illustrierte Zeitschrift Für's Haus. Praktisches Wochenblatt für alle Hausfrauen.
Das Einzelheft kostete 10 Pfennig und erschien wöchentlich. Bereits 1889 konnte eine Auflage von 100.000 erreicht werden. Die Zeitschrift berichtete hauptsächlich über Mode, Nähen, Kochen (Rubrik für die Küche, z. B. böhmischer, vegetarischer, Hamburger, schlesischer Küchenzettel), Erwerbsleben der Frau, Nachrichten über Frauenvereine, Artikel über Themen die für das Familienleben interessant sein konnten, Reisen (z. B. Seebäder, Meran), beinhaltete Fortsetzungsromane, ein Preisrätsel, Fernsprecher (Fragen und Antworten an den Leserkreis) und 4 Seiten Werbeanzeigen (z. B. Schokolade, Bekleidung, Öfen, Kaffee, Waschmaschine Thuringia, Mondamin etc.). Des Weiteren wurden wegen des großen Zuspruchs über 40 Nebenausgaben gegründet. Die lokalen Blätter nannten sich nach ihrem Schwerpunkt, z. B. „Kölner Hausfrau“ oder „Danziger Hausfrau“. Darüber hinaus gab es regionale Ausgaben wie Bayerische, Norddeutsche, Ostdeutsche, Süddeutsche. Clara von Studnitz war über zwei Jahrzehnte die Herausgeberin der Zeitschrift Für’s Haus. Die Hauptzielgruppe waren Leserinnen, aber auch Männer lasen die Zeitschrift. Ferner gab es eine Beilage für Kinder Für’s kleine Volk, wo die Tochter Irmgard von Studnitz als Schriftleiterin tätig war. Für’s Haus war in diesem Zeitschriftensegment eines der erfolgreichsten Blätter und damit, mit anderen Illustrierten, der Vorläufer heutiger Frauenzeitschriften. Im gleichen Segment gab es auch die Deutsche Hausfrauen-Zeitung von Lina Morgenstern, Deutsche Frauenblätter von Anny Wothe oder Die Frau von Helene Lange.

Die wirtschaftliche Stellung des Königreichs Sachsen im Deutschen Reiche, Dresden 1884

Darüber hinaus veröffentlichte Studnitz Werke und Aufsätze zu den Themen Feingehaltsgesetzgebung von Gold und Silber, Industrialisierung, Nordamerikanische Arbeiterverhältnisse und der Binnenschifffahrt. So berichtete er 1879 über die Lohnbedingungen deutscher Dienstmädchen im Amerika, die dort ein höheres Einkommen hatten als in Deutschland. Auch die Dienstboten sollen im Vergleich zu Deutschland eine gleichberechtigtere Stellung innehaben. Ferner beteiligte er sich am Aufruf zur Gründung des Bundes der Industriellen (BdI) vom September 1895 und hatte mit seiner Zeitung der Deutschen Warte einen wesentlichen Anteil an der Vorbereitung und Gründung des BdI vom 7. November 1895. 1895/96 war er Vorstandsmitglied und Schriftführer sowie Mitglied in den folgenden BdI-Kommissionen: Kommission für die Errichtung eines industriellen Schiedsgerichts; Ausschuss für die Errichtung einer Reichshandelsstelle und Ausschuss für die Errichtung einer Gewerblich-Technischen Reichsbehörde (GTR). Der Bund der Industriellen schloss sich 1919 mit dem CDI zum RDI zusammen, der ein Vorläufer des heutigen Bundesverband der Deutschen Industrie e.V. (BDI) ist.
Studnitz war Ehrenritter und Rechtsritter des Johanniterordens.

## Herkunft und Familie

Franziska und Arthur v. Studnitz

Irmgard v. Studnitz 1911

Er entstammte dem alten westmährischen Adelsgeschlecht Studnitz mit dem gleichnamigen Stammhaus (heute Studnice) südlich von Groß Meseritsch. Seine Eltern waren Robert Johann Theodor Stephan Wilhelm Feodor von Studnitz (* 24. Dezember 1807 in Lüben; † 17. Oktober 1888 in Kunnersdorf) und Maria Theresia Josepha Barbara von Blacha (* 8. Dezember 1822 in Breslau; † 25. August 1898 in Kunnersdorf). Sein Vater war Kgl. Preuß. Oberst und Kommandeur des Landwehrbezirks Münsterberg. Am 12. Mai 1889 vermählte sich Arthur von Studnitz mit Franziska Pilati Thassul zu Daxberg (* 6. November 1854 in Ernsdorf; † 20. April 1899 in Kunnersdorf). Aus der Ehe gingen die vier Kinder Irmgard Margarethe Franziska Marie (* 15. Juli 1890 in Dresden; † 2. Mai 1970 in Koblenz), Doris (* 5. Januar 1891 in Berlin; † 14. Februar 1917 in Davos), Robert Arthur (* 5. Januar 1894 in Dresden; † 2. Mai 1915 in Staczkowski, Galizien, Leutnant im Garde-Kürassier-Regiment) und Herrmann (* 29. März 1899; † 5. Dezember 1918) hervor. Irmgard von Studnitz hatte die Schriftleitung inne in der Wochenschrift Häuslicher Ratgeber 1909–1913, in der Kinderbeilage Für’s kleine Volk 1910–1911 der Wochenschrift Für’s Haus und vermählte sich am 12. November 1913 in Dresden mit Moritz-Bastian von Zehmen.

## Werke
- Die Gesetzliche Regelung des Feingehalts von Gold- und Silber-Waren. Nebst einer Sammlung der Bestimmungen sämtlicher zivilisierten Staaten und einer tabellarischen Übersicht über die Feingehalts-Gesetzgebung. Otto Riecke, Pforzheim 1875, 130 Seiten.
- Nordamerikanische Arbeiterverhältnisse Duncker & Humblot, Leipzig 1879, 545 Seiten.
- Unsere Binnenschiffahrt, Volkswirtschaftliche Zeitfragen Band 29 von Zeitfragen, Volkswirthschaftliche, Verlag Simion, 1882, 32 Seiten.
- Die wirtschaftliche Stellung des Königreichs Sachsen im Deutschen Reiche, Zeitschrift des Königlich Sächsischen Statistischen Bureaus; 1884, S. 42–88.
- Statistik des Binnenschifffahrts-Verkehrs. A. Osterrieth, 1888, 28 Seiten.
- Deutsche Warte.Tageblatt für Politik und Gesellschaft, geistiges und wirtschaftliches Leben; Börsen- und Handelszeitung, gegründet 1890, V. Jahrgang, Belletristisches Wochenblatt, Nr. 209–260, Berl. Deutsches Druck- und Verlagshaus 1894–1895, Berlin 1895. Mit einer Sonderausgabe und verschiedenen Zeitungsbeilagen, z. B.: Sonderausgabe Volksrundschau, Tageszeitung für den deutschen Mittelstand; Beilagen Seifenblasen (Ausrichtung humoristisch, Freizeitgestaltung, Darstellende Kunst), Seifenschaum (Ausrichtung gemischt, Politik, Soziologie, Anthropologie, Wirtschaft), Jugend-Warte (Ausrichtung Erziehungs-, Schul- und Bildungswesen, Freizeitgestaltung, Darstellende Kunst), Grenz-Warte, Frauen-Zeitung, Wirtschaftswarte, Rechts-Warte und Der Erzähler an der Spree (Ausrichtung Unterhaltung)
- Robert v. Studnitz † 2. Mai in der Großen Karpatenschlacht. Aus dem Leben eines jungen Mannes, Deutsches Druck- und Verlagshaus GmbH, Berlin 1915. Gedenken des gefallenen Sohnes und Schmerz über dessen Heldentod.